# Florentinaren

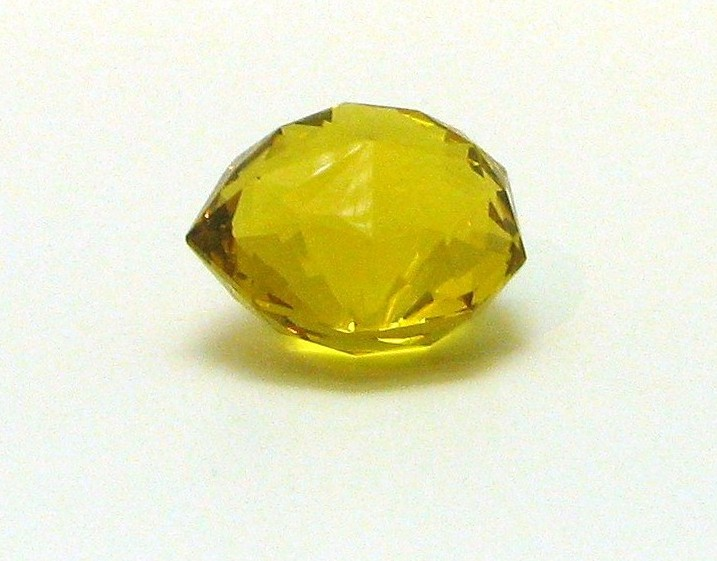
Kopia på Florentinaren

Florentinaren (eller Toskanaren), en ryktbar diamant på 139 1/2 carat. 
Enligt sägnen skall den ha tillhört Karl den djärve och förlorats av honom i samband med slaget vid Grandson 1476. Senare har den inköpts från privata händer till Milanos skattkammare, och påven Julius II. Den tillhörde under senare tid den kejserliga österrikiska skattkammaren.